# چهکندوک (سربیشه)
چهکندوک یک روستا در ایران است که در دهستان نهارجان شهرستان سربیشه واقع شده‌است. چهکندوک ۶۶ نفر جمعیت دارد.